# Culex hortensis
Culex hortensis är en tvåvingeart som beskrevs av Ficalbi 1889. Culex hortensis ingår i släktet Culex och familjen stickmyggor. Inga underarter finns listade i Catalogue of Life.